# TiVulandia n. 5
TiVulandia n. 5 è un album raccolta di sigle di programmi per bambini in onda sulle reti RAI e sui circuiti locali, pubblicato su vinile nel 1983.
L'album, pur essendo denominato TiVulandia, è di fatto una raccolta monografica di Guido e Maurizio De Angelis, dato che raccoglie tutte le sigle di cartoni animati e telefilm incise fino a quel momento dal duo..
È tuttora inedito su cd, download digitale e streaming.

## Tracce
Lato A
Testi di Cesare de Natale, musica di Guido e Maurizio De Angelis.
1. Marco Polo – 3:40
2. Rocky Joe – 3:10
3. Benedetta – 3:46
4. W i Re Magi 2:45
5. Non è la gelosia – 3:38
6. Blue sea – 3:00

Lato B
Testi di Cesare de Natale, musica di Guido e Maurizio De Angelis.
1. D'Artacan – 3:54
2. Jacky – 3:39
3. Gabbiano – 3:14
4. Ruy il piccolo cid – 2:14
5. Movie Movie [Cinema Cinema] – 2:59
6. Yor's world – 3:20

## Interpreti
Guido e Maurizio De Angelis firmano quasi tutti i brani con i loro pseudonimi, tra cui, Oliver Onions, Gli amici di Rocky, I Re Magi, Royal Jelly, I Tre Moschettieri, Valentino's Band e GM Orchestra.
- Benedetta Serafini (Lato A n. 3, Lato B n.1, 4)
- Tommy (Lato A n. 5)

Cori: I Nostri Figli di Nora Orlandi, I Piccoli Cantori di Milano diretti da Laura Marcora, I Piccoli Cantori di Niny Comolli.